# Sleights
Sleights är en ort i Storbritannien.   Den ligger i grevskapet North Yorkshire och riksdelen England, i den centrala delen av landet, 300 km norr om huvudstaden London. Sleights ligger 60 meter över havet och antalet invånare är 2 039.
Terrängen runt Sleights är platt åt nordost, men åt sydväst är den kuperad. Sleights ligger nere i en dal. Runt Sleights är det ganska tätbefolkat, med 129 invånare per kvadratkilometer. Närmaste större samhälle är Whitby, 4,8 km nordost om Sleights. Trakten runt Sleights består i huvudsak av gräsmarker.